# Prefektura Lasiti
Lasiti je jedna od grčkih prefektura, dio periferije Kreta.

## Općine i zajednice
| Općina             | YPES kod | Sjedište (ako je različito) | Poštanski broj | Pozivni broj |
| ------------------ | -------- | --------------------------- | -------------- | ------------ |
| Agios Nikolaos     | 3401     |                             | 721 00         | 28410-2      |
| Ierapetra          | 3402     |                             | 722 00         | 28420-2      |
| Itanos             | 3403     | Palaiokastro                | 723 00         | 28430-6      |
| Lefki              | 3404     | Ziros                       | 720 56         | 28430-9      |
| Makrys Gialos      | 3405     | Koutsouras                  | 720 55         | 28430-2      |
| Neapoli            | 3406     |                             | 724 00         | 28410-3      |
| Oropedio Lasithiou | 3407     | Tzermiado                   | 720 53         | 28440-2      |
| Sitia              | 3408     |                             | 723 00         | 28430-2      |
| Vrachasi           |          |                             |                |              |

## Pokrajine
- Pokrajina Mirambelos - Neapolis
- Pokrajina Lasithi - Tzermiado
- Pokrajina Ierapetra - Ierapetra
- Pokrajina Sitia - Sitia

Napomena: Pokrajine nemaju više nikakav pravni značaj u Grčkoj.